# Heaven & Earth Tour
Die Heaven & Earth Tour war eine Konzerttournee der britischen Progressive-Rock-Band Yes. Mit ihr bewarb die Gruppe ihr 2014 erschienenes Studioalbum Heaven & Earth. Gleichzeitig war es für Yes die letzte Tournee mit ihrem Bassisten und letzten verbliebenen Gründungsmitglied Chris Squire.

## Hintergrund
Die mit 49 Auftritten relativ kurze Heaven & Earth Tour startete am 5. Juli 2014 in Nichols (New York) und endete am 29. November des gleichen Jahres in Tokio. Dabei gaben Yes Konzerte in Nordamerika, Australien, Neuseeland und Asien. Ein Tourneeabschnitt durch Europa war zunächst für das Jahr 2015 geplant, jedoch erkrankte Chris Squire an Leukämie, wodurch weitere Tourpläne für Yes erst einmal über den Haufen geworfen wurden.
Obwohl die Tournee das damals aktuelle Album Heaven & Earth der Gruppe bewerben sollte, spielten Yes über die gesamte Tournee verteilt nicht mehr als drei Stücke dieses Albums. Der Fokus ihrer Konzerte lag stattdessen auf den vollständigen Aufführungen ihrer Alben Close to the Edge (dessen Stücke bereits auf der vorherigen Three Albums Tour in genauer Reihenfolge der Album-Titelliste gespielt wurden) und Fragile. Die Komplettaufführung des letzteren Albums hatte zur Folge, dass sich das Lied Roundabout für Yes-Verhältnisse ungewöhnlicherweise in der Mitte der gespielten Setliste anstatt wie gewöhnlich im Zugabenteil befand und dass das zuvor noch nie live gespielte Five per Cent for Nothing seine Live-Uraufführung erfuhr.
Das Abschlusskonzert der Tournee am 29. November 2014 in Tokio sollte der letzte Auftritt der Band mit Chris Squire werden. Am 19. Mai 2015 gaben Yes bekannt, dass Squire aufgrund einer Leukämieerkrankung in Behandlung sei und ihn der ehemalige Yes-Gitarrist Billy Sherwood auf der gemeinsamen Tournee mit der Band Toto am Bass vertreten werde. Squire verstarb schließlich am 27. Juni 2015 und Sherwood wurde zu seinem Nachfolger als Yes-Bassist erklärt.

## Liveaufnahmen
Das Konzert in Mesa am 12. August 2014 wurde gefilmt, aufgenommen und erschien am 3. Juli 2015 auf CD, DVD und Bluray unter dem Titel Like It Is: Yes at the Mesa Arts Center. Ebenso wie das vorherige Live-(Video)-Album Like It Is: Yes at the Bristol Hippodrome, bei dem die Alben Going for the One und The Yes Album in voller Länge und in der Reihenfolge der Titel aufgeführt wurden, enthält Like It Is: Yes at the Mesa Arts Center die vollständigen Aufführungen der Alben Close to the Edge und Fragile. Ebenfalls bei diesem Auftritt wurden die Stücke Believe Again, To Ascend und The Game aus dem aktuellen Album Heaven & Earth zusammen mit den Zugaben von I’ve Seen All Good People, Owner of a Lonely Heart und Starship Trooper gespielt, diese Lieder wurden jedoch weggelassen, so dass das komplette Like It Is-Set nur die Songs der vier Alben aus der Zeit zwischen 1971 und 1977 enthält.

## Setlist

### Beispiel-Setlist
- Intro (The Young Person’s Guide to the Orchestra)
- Close to the Edge
- And You and I
- Siberian Khatru
- Believe Again
- To Ascend
- The Game
- Roundabout
- Cans and Brahms
- We Have Heaven
- South Side of the Sky
- Five per Cent for Nothing
- Long Distance Runaround
- The Fish (Schindleria Praematurus)
- Mood for a Day
- Heart of the Sunrise
- I’ve Seen All Good People
- Owner of a Lonely Heart
- Starship Trooper

## Tourdaten
| Nr.                  | Datum               | Stadt               | Land                | Veranstaltungsort                  | Anmerkungen                 |
| Leg 1 – Nordamerika  | Leg 1 – Nordamerika | Leg 1 – Nordamerika | Leg 1 – Nordamerika | Leg 1 – Nordamerika                | Leg 1 – Nordamerika         |
| -------------------- | ------------------- | ------------------- | ------------------- | ---------------------------------- | --------------------------- |
| 1                    | 5. Juli 2014        | Nichols             | Vereinigte Staaten  | Tioga Downs Casino and Racing      |                             |
| 2                    | 6. Juli 2014        | Albany              | Vereinigte Staaten  | Hart Theatre at The Egg            |                             |
| 3                    | 8. Juli 2014        | Boston              | Vereinigte Staaten  | Blue Hills Bank Pavilion           |                             |
| 4                    | 9. Juli 2014        | New York City       | Vereinigte Staaten  | Radio City Music Hall              |                             |
| 5                    | 11. Juli 2014       | Wallingford         | Vereinigte Staaten  | Toyota Oakdale Theatre             |                             |
| 6                    | 12. Juli 2014       | Westbury            | Vereinigte Staaten  | NYCB Theatre at Westbury           |                             |
| 7                    | 13. Juli 2014       | Newport             | Vereinigte Staaten  | Yachting Center                    |                             |
| 8                    | 15. Juli 2014       | Washington, D.C.    | Vereinigte Staaten  | Warner Theatre                     |                             |
| 9                    | 16. Juli 2014       | Hampton Beach       | Vereinigte Staaten  | Casino Ballroom                    |                             |
| 10                   | 18. Juli 2014       | Salamanca           | Vereinigte Staaten  | Seneca Allegany Casino             |                             |
| 11                   | 19. Juli 2014       | Upper Darby         | Vereinigte Staaten  | Tower Theatre                      |                             |
| 12                   | 20. Juli 2014       | Munhall             | Vereinigte Staaten  | Carnegie Library Music Hall        |                             |
| 13                   | 22. Juli 2014       | Rochester Hills     | Vereinigte Staaten  | Meadow Brook Amphitheatre          | Meadow Brook Music Festival |
| 14                   | 23. Juli 2014       | Northfield          | Vereinigte Staaten  | Hard Rock Live at Northfield Park  |                             |
| 15                   | 25. Juli 2014       | Madison             | Vereinigte Staaten  | Overture Hall                      |                             |
| 16                   | 26. Juli 2014       | Chicago             | Vereinigte Staaten  | Copernicus Center                  |                             |
| 17                   | 28. Juli 2014       | Nashville           | Vereinigte Staaten  | Ryman Auditorium                   |                             |
| 18                   | 29. Juli 2014       | Louisville          | Vereinigte Staaten  | Palace Theatre                     |                             |
| 19                   | 30. Juli 2014       | Atlanta             | Vereinigte Staaten  | Symphony Hall                      |                             |
| 20                   | 1. August 2014      | Hollywood           | Vereinigte Staaten  | Seminole Hard Rock Live            |                             |
| 21                   | 2. August 2014      | St. Petersburg      | Vereinigte Staaten  | Mahaffey Theater                   |                             |
| 22                   | 3. August 2014      | Orlando             | Vereinigte Staaten  | Bob Carr Performing Arts Center    |                             |
| 23                   | 5. August 2014      | Houston             | Vereinigte Staaten  | Bayou Music Center                 |                             |
| 24                   | 6. August 2014      | Grand Prairie       | Vereinigte Staaten  | Verizon Theatre                    |                             |
| 25                   | 7. August 2014      | Kansas City         | Vereinigte Staaten  | Arvest Bank Theatre                |                             |
| 26                   | 9. August 2014      | Denver              | Vereinigte Staaten  | Paramount Theatre                  |                             |
| 27                   | 11. August 2014     | Tucson              | Vereinigte Staaten  | Rialto Theatre                     |                             |
| 28                   | 12. August 2014     | Mesa                | Vereinigte Staaten  | Ikeda Theater at Mesa Arts Center  |                             |
| 29                   | 13. August 2014     | Albuquerque         | Vereinigte Staaten  | Legends Theater at Route 66 Casino |                             |
| 30                   | 15. August 2014     | Paradise            | Vereinigte Staaten  | The Joint                          |                             |
| 31                   | 16. August 2014     | Anaheim             | Vereinigte Staaten  | City National Grove                |                             |
| 32                   | 18. August 2014     | San Diego           | Vereinigte Staaten  | Humphrey’s Concerts by the Bay     |                             |
| 33                   | 19. August 2014     | San Jose            | Vereinigte Staaten  | City National Civic                |                             |
| 34                   | 21. August 2014     | Tulalip Bay         | Vereinigte Staaten  | Tulalip Amphitheatre               |                             |
| 35                   | 22. August 2014     | Grand Ronde         | Vereinigte Staaten  | Spirit Mountain Casino             |                             |
| 36                   | 23. August 2014     | Lincoln             | Vereinigte Staaten  | Thunder Valley Casino Resort       |                             |
| 37                   | 24. August 2014     | Los Angeles         | Vereinigte Staaten  | Greek Theatre                      |                             |
| Leg 2 – Australasien |                     |                     |                     |                                    |                             |
| 38                   | 10. November 2014   | Auckland            | Neuseeland          | ASB Theatre                        |                             |
| 39                   | 12. November 2014   | Perth               | Australien          | Crown Theatre                      |                             |
| 40                   | 14. November 2014   | Cold Coast          | Australien          | Jupiters Hotel and Casino          |                             |
| 41                   | 15. November 2014   | Sydney              | Australien          | State Theatre                      |                             |
| 42                   | 16. November 2014   | Sydney              | Australien          | State Theatre                      |                             |
| 43                   | 18. November 2014   | Melbourne           | Australien          | Palais Theatre                     |                             |
| 44                   | 23. November 2014   | Tokio               | Japan               | Tokyo Dome City Hall               |                             |
| 45                   | 24. November 2014   | Tokio               | Japan               | Tokyo Dome City Hall               |                             |
| 46                   | 25. November 2014   | Tokio               | Japan               | Tokyo Dome City Hall               |                             |
| 47                   | 27. November 2014   | Osaka               | Japan               | Orix Theater                       |                             |
| 48                   | 28. November 2014   | Nagoya              | Japan               | Zepp Nagoya                        |                             |
| 49                   | 29. November 2014   | Tokio               | Japan               | NHK Hall                           |                             |

## Band
- Jon Davison: Gesang, Gitarre, Percussion, zusätzliche Keyboards
- Geoff Downes: Keyboards
- Steve Howe: Gitarre, Pedal-Steel-Gitarre, Hintergrundgesang
- Chris Squire: Bass, Hintergrundgesang, Mundharmonika
- Alan White: Schlagzeug, Percussion